# Ліганд (хімія)

Комплекс металу з етилендиамінтетраацетатом, в якому останній є гексадентатним лігандом.

Комплекс кобальту (III) з шістьма монодентатними аміачними лігандами. Йони хлору лігандами не є.

Ліга́нд (від лат. ligo — зв'язую), адент — атом або група атомів, безпосередньо зв'язана з одним або декількома центральними атомами металу (комплексоутворювачами) в комплексній сполуці. Ліганди становлять внутрішню координаційну сферу комплексної сполуки. Ліганди розрізняють за їхньою дентатністю — за числом здатних до координації електроно-донорних атомів (моно-, ди- і полідентантні).

## Різновиди
- ліганд π-акцепторний (рос. π-акцепторный лиганд, англ. π-acceptor ligand) — ліганд, що забирає електрони від центрального атома металу шляхом взаємодії незаповненої орбіталі ліганда із заповненою орбіталлю атома металу.
- ліганд π-донорний (рос. пи-донорный лиганд, англ. pi-donor ligand) — ліганд, що віддає електрони центральному атомові металу шляхом взаємодії заповненої орбіталі ліганда з незаповненою орбіталлю атома металу.
- Містковий ліганд — ліганд, який сполучає два або більше металічних центри в комплексах. Наприклад, в іоні октоаква-ді-µ-гідроксодиферум(ІІІ) такими лігандами є дві гідроксильні групи. Перед ними у формулі ставиться локант µ.
- Триподальний ліганд — ліганд, який містить три гілки, кожна з донорним атомом і відгалужується від центрального атома або групи.
- Бідентатний ліганд — ліганд, який має два атоми або центри, що координуються з одним центральним атомом у комплексі. Пр., 1,10-фенантролін є бідентатним лігандом заліза.